# Sergei Russak
Sergei Russak (* 1. Februar 1996) ist ein kasachischer Sprinter.

## Sportliche Laufbahn
Erste Erfahrungen bei internationalen Meisterschaften sammelte Sergei Russak bei den Asienmeisterschaften 2019 in Doha, bei denen er mit der kasachischen 4-mal-100-Meter-Staffel im Vorlauf nicht die Ziellinie erreichte. Anschließend belegte er bei der Sommer-Universiade in Neapel mit der Staffel in 40,00 s den fünften Platz.
2016 wurde Russak kasachischer Meister in der 4-mal-100-Meter-Staffel und 2019 in der 4-mal-400-Meter-Staffel. In der Halle wurde er 2019 und 2020 Hallenmeister in der 4-mal-200-Meter-Staffel.

## Persönliche Bestzeiten
- 100 Meter: 10,56 s (+1,9 m/s), 29. Juni 2018 in Almaty
  - 60 Meter (Halle): 6,91 s, 22. Februar 2018 in Öskemen
- 200 Meter: 21,48 s (+0,1 m/s), 26. Mai 2019 in Almaty